# Чрний Поток-при-Кочев'ю
Чрний Поток-при-Кочев'ю (словен. Črni Potok pri Kočevju) — поселення в общині Кочев'є, регіон Південно-Східна Словенія, Словенія. Висота над рівнем моря: 468 м.